# Rakarz

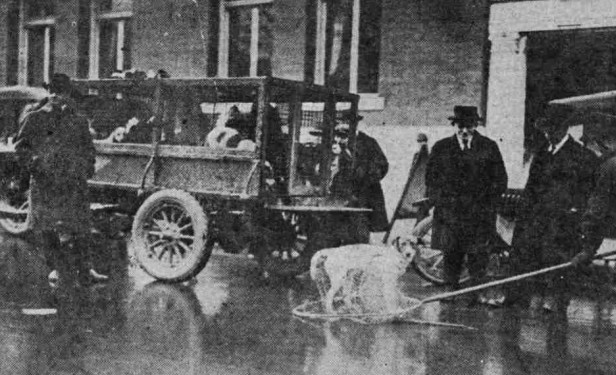
Rakarz w pracy (Portland w stanie Oregon, USA, 1920)

Rakarz (potocznie hycel) – osoba zawodowo zajmująca się wyłapywaniem, dawniej też zabijaniem, bezpańskich psów. 
W Polsce zawód rakarza przez pewien czas nie istniał. W 1997 obowiązkiem gminy stało się wyłapywanie bezdomnych zwierząt (i opieka nad nimi).